# Petaloconchus flavescens
Petaloconchus flavescens is een slakkensoort uit de familie van de Vermetidae. De wetenschappelijke naam van de soort is voor het eerst geldig gepubliceerd in 1857 door Carpenter.